# Транспорт Тунісу
Транспорт Тунісу представлений автомобільним , залізничним , повітряним , водним (морським)  і трубопровідним , у населених пунктах  та у міжміському сполученні діє громадський транспорт пасажирських перевезень. Площа країни дорівнює 163 610 км² (93-тє місце у світі). Форма території країни — видовжена в субмеридіональному напрямку; максимальна дистанція з півночі на південь — 900 км, зі сходу на захід — 305 км. Географічне положення Тунісу дозволяє країні контролювати морські транспортні шляхи в Середземному морі між Північною Африкою, Європою і Близьким Сходом; сухопутні маршрути між Магрибом і Лівією.

## Автомобільний
Загальна довжина автошляхів у Тунісі, станом на 2012 рік, дорівнює 19 418 км, з яких 14 756 км із твердим покриттям (357 км швидкісних автомагістралей) із твердим покриттям і 4 662 км без нього (112-те місце у світі).

## Залізничний
Загальна довжина залізничних колій країни, станом на 2014 рік, становила 2 173 км (69-те місце у світі), з яких 471 км стандартної 1435-мм колії, 8-км двоколійна ділянка стандартної 1435-мм і вузької 1000-мм колій, 1 694 км вузької 1000-мм колії (65 км електрифіковано).

Карта-схема залізниць Тунісу

## Повітряний
У країні, станом на 2013 рік, діє 29 аеропортів (118-те місце у світі), з них 15 із твердим покриттям злітно-посадкових смуг і 14 із ґрунтовим. Аеропорти країни за довжиною злітно-посадкових смуг розподіляються так (у дужках окремо кількість без твердого покриття):
- довші за 10 тис. футів (>3047 м) — 4 (0);
- від 10 тис. до 8 тис. футів (3047-2438 м) — 6 (0);
- від 8 тис. до 5 тис. футів (2437—1524 м) — 2 (1);
- від 5 тис. до 3 тис. футів (1523—914 м) — 3 (5);
- коротші за 3 тис. футів (<914 м) — 0 (8)[1].

У країні, станом на 2015 рік, зареєстровано 3 авіапідприємства, які оперують 41 повітряним судном. За 2015 рік загальний пасажирообіг на внутрішніх і міжнародних рейсах становив 3,5 млн осіб. За 2015 рік повітряним транспортом було перевезено 10,35 млн тонно-кілометрів вантажів (без врахування багажу пасажирів).
Туніс є членом Міжнародної організації цивільної авіації (ICAO). Згідно зі статтею 20 Чиказької конвенції про міжнародну цивільну авіацію 1944 року, Міжнародна організація цивільної авіації для повітряних суден країни, станом на 2016 рік, закріпила реєстраційний префікс — TS, заснований на радіопозивних, виділених Міжнародним союзом електрозв'язку (ITU). Аеропорти Тунісу мають літерний код ІКАО, що починається з — DT.

## Водний

### Морський
Головні морські порти країни: Бізерта, Габес, Раде, Сфакс, Схіра.
Морський торговий флот країни, станом на 2010 рік, складався з 9 морських суден з тоннажем понад 1 тис. реєстрових тонн (GRT) кожне (116-те місце у світі), з яких: балкерів — 1, суховантажів — 2, вантажно-пасажирських суден — 4, ролкерів — 2.

## Трубопровідний
Загальна довжина газогонів у Тунісі, станом на 2013 рік, становила 3 150 км; нафтогонів — 1 381 км; продуктогонів — 453 км.

## Державне управління
Держава здійснює управління транспортною інфраструктурою країни через міністерство транспорту. Станом на 14 вересня 2016 року міністерство в уряді Юсефа Шахіда очолював Аніс Гедіра.

### Українською
- Атлас. 10-11 клас. Економічна і соціальна географія світу / упорядники :  О. Я. Скуратович, Н. І. Чанцева. — К. : ДНВП «Картографія», 2010. — ISBN 978-966-475-639-3.
- Атлас світу / голов. ред. І. С. Руденко ; зав. ред. В. В. Радченко ; відп. ред. О. В. Вакуленко. — К. : ДНВП «Картографія», 2005. — 336 с. — ISBN 9666315467.
- Безуглий В. В. Економічна і соціальна географія зарубіжних країн : Навчальний посібник. — К. : ВЦ «Академія», 2007. — 704 с. — ISBN 978-966-580-239-6.
- Безуглий В. В., Козинець С. В. Регіональна економічна і соціальна географія світу : Навчальний посібник. — видання 2-ге, доп., перероб. — К. : ВЦ «Академія», 2007. — 688 с. — ISBN 966-580-144-9.
- Головченко В., Кравчук О. Країнознавство: Азія, Африка, Латинська Америка, Австралія і Океанія. — К., 2006. — 335 с. — ISBN 966-8939-04-2.
- Дахно І. І. Країни світу: Енциклопедичний довідник / І. І. Дахно, С. М. Тимофієв. — К. : Мапа, 2011. — 606 с. — (Бібліотека нового українця) — ISBN 978-966-8804-23-6.
- Дахно І. І. Економічна географія зарубіжних країн : навчальний посібник. — К. : Центр учбової літератури, 2014. — 319 с. — ISBN 978-611-01-0682-5.
- Дорошенко В. І. Географія транспорту : Навчальний посібник / В. І. Дорошенко, К. Д. Діденко. — К. : Київський нац. ун-т ім. Т. Шевченка, 2010. — 183 с. — ISBN 978-966-439-329-1.
- Дубович І. А. Країнознавчий словник-довідник. — 5-те вид., перероб. і доп. — К. : Знання, 2008. — 839 с. — ISBN 978-966-346-330-8.
- Економічна і соціальна географія країн світу : Навчальний посібник / За ред. С. П. Кузика. — Л. : Світ, 2002. — 672 с. — ISBN 966-603-178-7.
- Зарубіжна транспортна географія : навчальний посібник / уклад. : Петрашевський О. Л. и др. — К. : Національний транспортний університет, 2015. — 95 с. — ISBN 978-966-632-227-5.
- Книш М. М., Мамчур О. І. Регіональна економічна і соціальна географія світу (Латинська Америка та Карибські країни, Африка, Азія, Океанія) : навч. посіб. — Л. : ЛНУ ім. Івана Франка, 2013. — 368 с. — ISBN 978-617-10-0007-0.
- Юрківський В. М. Регіональна економічна і соціальна географія. Зарубіжні країни : Підручник. — К. : Либідь, 2001. — 416 с. — ISBN 966-06-0092-5.

### Англійською
- (англ.) Modern Transport Geography / Hoyle, B. and R. Knowles (eds). — Second Edition,. — London : Wiley, 1998.
- (англ.) Rodrigue, J-P. The Geography of Transport Systems. — Fourth Edition. — N. Y. : Routledge, 2017. — 440 с. — ISBN 978-1138669574.
- (англ.) Taaffe E. J., Gauthier H. L. and O'Kelly M. E. Geography of transportation. — Second Edition. — N. Y. : Prentice Hall, 1996. — ISBN 0-13-368572-1.
- (англ.) Black, W. Transportation: A Geographical Analysis. — N. Y. : Guilford, 2003.

### Російською
- (рос.) Тунис // Африка: энциклопедический справочник [в 2-х тт.] / гл. ред. А. А. Громыко. — М. : Советская энциклопедия, 1986. — Т. 1. — С. 478.
- (рос.) Максаковский В. П. Географическая картина мира. Книга I: Общая характеристика мира. — М. : Дрофа, 2008. — 495 с. — ISBN 978-5-358-05275-8.
- (рос.) Максаковский В. П. Географическая картина мира. Книга II: Региональная характеристика мира. — М. : Дрофа, 2009. — 480 с. — ISBN 978-5-358-06280-1.
- (рос.) Страны Африки. Политико-экономический справочник / ред. В. Солодовников, В. Румянцев. — М. : Издательство политической литературы, 1969. — 318 с.
- (рос.) Физико-географический атлас мира. — М. : Академия наук СССР и главное управление геодезии и картографии ГГК СССР, 1964. — 298 с.
- (рос.) Шаповал Н. С. Транспортная география и транспортные системы мира : учебное пособие. — К. : Центр учбової літератури, 2006. — 188 с. — ISBN 000-0000-00-4.
- (рос.) Экономическая, социальная и политическая география мира. Регионы и страны / под ред. С. Б. Лаврова, Н. В. Каледина. — М. : Гардарики, 2002. — 928 с. — ISBN 5-8297-0039-5.
- (рос.) Энциклопедия стран мира / глав. ред. Н. А. Симония. — М. : НПО «Экономика» РАН, отделение общественных наук, 2004. — 1319 с. — ISBN 5-282-02318-0.